# Hé Arnold ! le film
Pour plus de détails, voir Fiche technique et Distribution.
Hé Arnold ! le film (Hey Arnold!: The Movie) est un film d'animation américain réalisé par Tuck Tucker et sorti en 2002. C'est l’adaptation cinématographique de la série télévisée Hé Arnold ! (1995-2004).

## Synopsis
L'avenir du quartier d'Arnold, de sa maison et de sa famille, est menacé ! Monsieur Scheck, puissant promoteur immobilier, s'apprête à faire raser les maisons du voisinage pour construire un gigantesque centre commercial. Son projet est de plus soutenu par le maire de la ville. Les boutiques préférées d'Arnold, sa cafétéria favorite et la pension familiale de ses grands-parents doivent être détruites…

## Fiche technique
Sauf indication contraire, les informations mentionnées dans cette section peuvent être confirmées par la base de données cinématographiques IMDb,  présente dans la section « Liens externes ».
- Titre original : Hey Arnold!: The Movie
- Titre français : Hé Arnold ! le film
- Réalisation : Tuck Tucker
- Scénario : Craig Bartlett et Steve Viksten, d'après les personnages créés par Craig Bartlett
- Musique : Jim Lang
- Montage : Christopher Hink
- Production : Craig Bartlett, Albie Hecht ; Joseph Purdy (coproduction) ; Marjorie Cohn et Julia Pistor (production exécutive) ; Steve Viksten (coproduction exécutive)
- Sociétés de production : Paramount Pictures, Nickelodeon Movies, Snee-Oosh Inc. et Nickelodeon Animation Studios
- Sociétés de distribution : Paramount Pictures, Paramount Home Entertainment et Paramount International Television
- Pays :  États-Unis
- Langue : anglais
- Durée : 76 minutes
- Genres : animation, comédie
- Dates de sortie :
  - États-Unis : 28 juin 2002
  - Canada : 28 juin 2002
  - France : 28 août 2002

## Distribution

### Voix originales
- Spencer Klein : Arnold
- Francesca Smith : Helga Geraldine Pataki
- Jamil Walker Smith : Gerald Martin Johanssen / le rasta
- Dan Castellaneta : Grand-père Phil / Nick Vermicelli
- Tress MacNeille : Grand-mère Pookie / le maire Dixie / Red
- Paul Sorvino : Scheck
- Jennifer Jason Leigh : Bridget
- Patricia Arquette : Nani Pelekai / voix additionnelles
- Christopher Lloyd : Coroner
- Vincent Schiavelli : M. Bailey
- Joe Ranft : Général Dick Horowitz
- Maurice LaMarche : Big Bob Pataki / le chef de la sécurité
- Kath Soucie : Miriam Pataki / Reporter
- Christopher Walberg : Stinky Peterson
- Sam Gifaldi : Sid
- Justin Shenkarow : Harold Berman
- Blake McIver Ewing : Eugene Horowitz
- Olivia Hack : Rhonda Wellington Lloyd
- Anndi McAfee : Phoebe Heyerdahl
- James Keane : Marty Green / le policier lors de l'émeute
- Elizabeth Ashley : Mme Vitello
- Mike Levin : Ray Doppel
- Steve Viksten : Oskar Kokoshka
- Dom Irrera : Ernie Potts
- Baoan Coleman : M. Hyunh
- Alan Silverstry : Remy / Murray / Grubby / Monkeyman
- Bobby Edner : Jay
- Robert Torti : voix diverses

### Voix françaises
- Brice Ournac : Arnold
- Thomas Krumpe : Gérald
- Kelly Marot : Helga
- Pierre Baton : Grand-père Phil
- Patrick Floersheim : Scheck
- Pierre Hatet : Coroner
- Marc Alfos : Big Bob Pataki
- Julie Dumas : Bridget
- Gilbert Lévy : Général Dick Horowitz
- Michel Modo : Nick Vermicelli

### Voix québécoises
- Sébastien Reding : Arnold
- Lisette Dufour : Helga
- Hugolin Chevrette-Landesque : Gerald Martin Johanssen
- André Montmorency : Grand-père Phil
- Hubert Gagnon : Scheck
- Manuel Tadros : Nick Vermicelli

 Source et légende : version québécoise (VQ) sur Doublage.qc.ca